# Adriana Behar
Adriana Brandão Behar (Rio de Janeiro, 14 februari 1969) is een voormalig Braziliaans beachvolleyballer. Met Shelda Bede werd ze tweemaal wereldkampioen en won ze tweemaal de zilveren medaille op de Olympische Spelen. Daarnaast won ze zesmaal het eindklassement van de FIVB World Tour.

## Carrière

### 1993 tot en met 1999
Behar begon haar carrière in de zaal bij CR Flamengo en speelde onder meer een jaar in Portugal en in Italië voordat ze in 1992 met professioneel beachvolleybal aanving. Van 1993 tot en met 1995 vormde ze in de World Tour een duo met Magda Lima. Het tweetal behaalde bij hun eerste wedstrijd de derde plaats in Santos. Vervolgens speelden ze in drie jaar tijd nog elf andere FIVB-toernooien waarbij ze op een uitzondering na in de top tien eindigden. Eind 1995 wisselde Behar van partner naar Shelda Bede met wie ze tot het einde van haar carrière in 2007 samen zou spelen. Het tweetal speelde het seizoen 1995/96 nog twee toernooien voordat ze in 1996 met een derde plaats in Maceio het nieuwe seizoen aanvingen. Dat jaar speelden ze nog zeven wedstrijden in de World Tour met twee overwinningen (Carolina en Jakarta) en vier derde plaatsen (Recife, Espinho, Oostende en Salvador).
In 1997 begon het duo het seizoen met een vierde plaats in Rio de Janeiro en een tweede plaats in Melbourne. In de zomer werden ze eenmaal eerste (Marseille), tweemaal tweede (Pescara en Espinho), eenmaal derde (Osaka) en eenmaal vierde (Busan). Bij de eerste officiële wereldkampioenschappen beachvolleybal in Los Angeles wonnen Behar en Shelda de bronzen medaille nadat ze in de halve finale werden uitgeschakeld door hun landgenoten en latere wereldkampioenen Jackie Silva en Sandra Pires. Na afloop van het WK wonnen ze het toernooi in Salvador en sloten ze het seizoen af als winnaar van de FIVB World Tour.
Het jaar daarop behaalden Behar en Shelda bij de zeven World Tour-toernooien waar ze aan deelnamen vijf overwinningen (Rio de Janeiro, Vasto, Osaka, Dalian en Salvador) en twee tweede plaatsen (Toronto en Marseille). Ze wonnen daardoor opnieuw het eindklassement van de World Tour. Daarnaast wonnen ze de gouden medaille bij de Goodwill Games in New York. In 1999 won het tweetal de wereldtitel in Marseille na het Amerikaanse duo Annett Davis en Jenny Jordan in de finale verslagen te hebben. Bij de resterende vijf toernooien in de World Tour werden ze viermaal eerste (Acapulco, Osaka, Dalian en Salvador) en eenmaal tweede (Toronto), waardoor ze voor de derde keer  de eindzege behaalden. Bovendien wonnen Behar en Shelda het goed bij de Pan-Amerikaanse Spelen in Winnipeg ten koste van de Amerikaansen Marsha Miller en Jenny Pavley.

### 2000 tot en met 2003
Behar en Shelda boekten in 2000 vier overwinningen in de World Tour (Rosarito, Toronto, Gstaad en Osaka) en eindigden driemaal op het podium bij de elf wedstrijden die ze in totaal speelden. Het duo won opnieuw het eindklassement van de World Tour. Bij de Olympische Spelen in Sydney verloren ze de finale van het Australische duo Natalie Cook en Kerri Pottharst, waardoor ze genoegen moesten nemen met het zilver. Het jaar daarop behaalden ze enkel podiumplaatsen in de World Tour met overwinningen in Gstaad, Gran Canaria, Osaka, Maoming, Hongkong en Fortaleza. In Klagenfurt prolongeerden Behar en Shelda hun wereldtitel ten koste van hun landgenoten Sandra Pires en Tatiana Minello. Ze werden voor de vijfde opeenvolgende keer winnaar van de World Tour. Bij de Goodwill Games in Brisbane won het duo verder de zilveren medaille.
In 2002 namen Behar en Shelda deel aan elf FIVB-toernooien. Ze werden tweemaal eerste (Osaka en Mallorca), driemaal tweede (Gstaad, Montréal en Klagenfurt) en eenmaal derde (Stavanger). Het daaropvolgende jaar behaalde het tweetal bij negen reguliere toernooien in de World Tour acht podiumplaatsen, maar geen overwinning. In Rodos, Osaka en Milaan eindigde het duo als tweede en in Berlijn, Stavanger, Marseille en Klagenfurt als derde. Bij de WK in eigen land wisten Behar en Shelda hun titel niet te prolongeren; ze wonnen in Rio de Janeiro het zilver nadat ze de finale verloren hadden van het Amerikaanse duo Kerri Walsh en Misty May.

### 2004 tot en met 2007
In 2004 speelden Behar en Shelda negen toernooien in de World Tour. Ze wonnen in Osaka, Berlijn en Milaan en eindigden als tweede in Fortaleza, Gstaad, Klagenfurt en Rio de Janeiro en als derde in Rodos en Shanghai. Het duo won hiermee voor de zesde – en laatste – keer het eindklassement van de World Tour. Bij de Olympische Spelen in Athene behaalden Behar en Shelda opnieuw de zilveren medaille nadat ze de finale verloren van de wereldkampioenen Walsh en May. Het jaar daarop haalden ze bij zes van de twaalf wedstrijden het podium zonder overwinning. Het tweetal werd bij de WK in Berlijn in de zevende herkansingsronde uitgeschakeld door het Chinese duo Tian Jia en Wang Fei waardoor het als vijfde eindigde.
Behar en Shelda deden in 2006 aan tien wedstrijden mee met als beste resultaat twee tweede plaatsen in Stavanger en Marseille. Daarnaast werden ze derde in  Sint-Petersburg; bij zes van de zeven overige toernooien eindigden het tweetal in de top tien. In 2007 speelde het duo in totaal elf toernooien. Op de WK in Gstaad kwamen Behar en Shelda niet verder dan de zestiende finale die ze verloren van het Australische duo Tamsin Barnett en Natalie Cook. Bij de reguliere World Tour-toernooien werden ze een keer tweede in Warschau en een keer derde in Montréal. Na twee wedstrijden met Ana Paula Connelly gespeeld te hebben sloot Behar haar sportieve carrière met Shelda in Fortaleza af.

## Palmares
Kampioenschappen
- 1997:  WK
- 1998:  Goodwill Games
- 1999:  WK
- 1999:  Pan-Amerikaanse Spelen
- 2000:  OS
- 2001:  WK
- 2001:  Goodwill Games
- 2003:  WK
- 2004:  OS
- 2005: 5e WK

FIVB World Tour
- 1993:  Santos Open
- 1996:  Rio de Janeiro Open
- 1996:  World Series Maceio
- 1996:  World Series Recife
- 1996:  World Series Espinho
- 1996:  World Series Oostende
- 1996:  Grand Slam Carolina
- 1996:  World Series Salvador
- 1996:  World Series Jakarta
- 1997:  Melbourne Open
- 1997:  Pescara Open
- 1997:  Marseille Open
- 1997:  Espinho Open
- 1997:  Osaka Open
- 1997:  Salvador Open
- 1997:  FIVB World Tour
- 1998:  Rio de Janeiro Open
- 1998:  Toronto Open
- 1998:  Vasto Open
- 1998:  Marseille Open

- 1998:  Osaka Open
- 1998:  Dalian Open
- 1998:  Salvador Open
- 1998:  FIVB World Tour
- 1999:  Acapulco Open
- 1999:  Toronto Open
- 1999:  Osaka Open
- 1999:  Dalian Open
- 1999:  Salvador Open
- 1999:  FIVB World Tour
- 2000:  Rosarito Open
- 2000:  Cagliari Open
- 2000:  Toronto Open
- 2000:  Gstaad Open
- 2000:  Grand Slam Chicago
- 2000:  Marseille Open
- 2000:  Osaka Open
- 2000:  FIVB World Tour
- 2001:  Macau Open
- 2001:  Cagliari Open
- 2001:  Gstaad Open
- 2001:  Gran Canaria Open
- 2001:  Grand Slam Marseille
- 2001:  Espinho Open
- 2001:  Osaka Open
- 2001:  Maoming Open
- 2001:  Hongkong Open
- 2001:  Fortaleza Open
- 2001:  FIVB World Tour
- 2002:  Gstaad Open
- 2002:  Stavanger Open
- 2002:  Montréal Open

- 2002:  Grand Slam Klagenfurt
- 2002:  Osaka Open
- 2002:  Mallorca Open
- 2003:  Rodos Open
- 2003:  Gstaad Open
- 2003:  Grand Slam Berlijn
- 2003:  Stavanger Open
- 2003:  Grand Slam Marseille
- 2003:  Grand Slam Klagenfurt
- 2003:  Osaka Open
- 2003:  Milaan Open
- 2004:  Fortaleza Open
- 2004:  Rodos Open
- 2004:  Shanghai Open
- 2004:  Osaka Open
- 2004:  Gstaad Open
- 2004:  Grand Slam Berlijn
- 2004:  Grand Slam Klagenfurt
- 2004:  Milaan Open
- 2004:  Rio de Janeiro Open
- 2004:  FIVB World Tour
- 2005:  Shanghai Open
- 2005:  Osaka Open
- 2005:  Gstaad Open
- 2005:  Montréal Open
- 2005:  Athene Open
- 2005:  Bali Open
- 2006:  Grand Slam Stavanger
- 2006:  Marseille Open
- 2006:  Sint-Petersburg Open
- 2007:  Warschau Open
- 2007:  Montréal Open